# Johan Gabriel Stenbock
Johan Gabriel Fredriksson  Stenbock, född 28 augusti 1640, död 15 augusti 1705 i Stockholm, riksmarskalk, riksråd, greve. Son till Fredrik Gustafsson Stenbock.

## Biografi
Johan Gabriel Stenbock blev tidigt kammarpage hos drottning Kristina och sedan han fulländat sin utbildning genom utländska resor, kammarherre hos änkedrottning 
Hedvig Eleonora. Stenbock utmärkte sig som ung genom sitt sköna utseende och sin ståtliga hållning. Han var därtill en mästare i dans, ridning, fäktning och andra ridderliga idrotter. Med dessa egenskaper blev han en gunstling hos alla och icke minst hos kvinnorna. 1664 förordnades han till hovmarskalk hos änkedrottningen och styresman över livgedinget och vårdade hennes angelägenheter. Förordnad till riksstallmästare 1667 och året därefter riksråd. Han blev 1673 riksmarskalk, vid trettiotre års ålder.

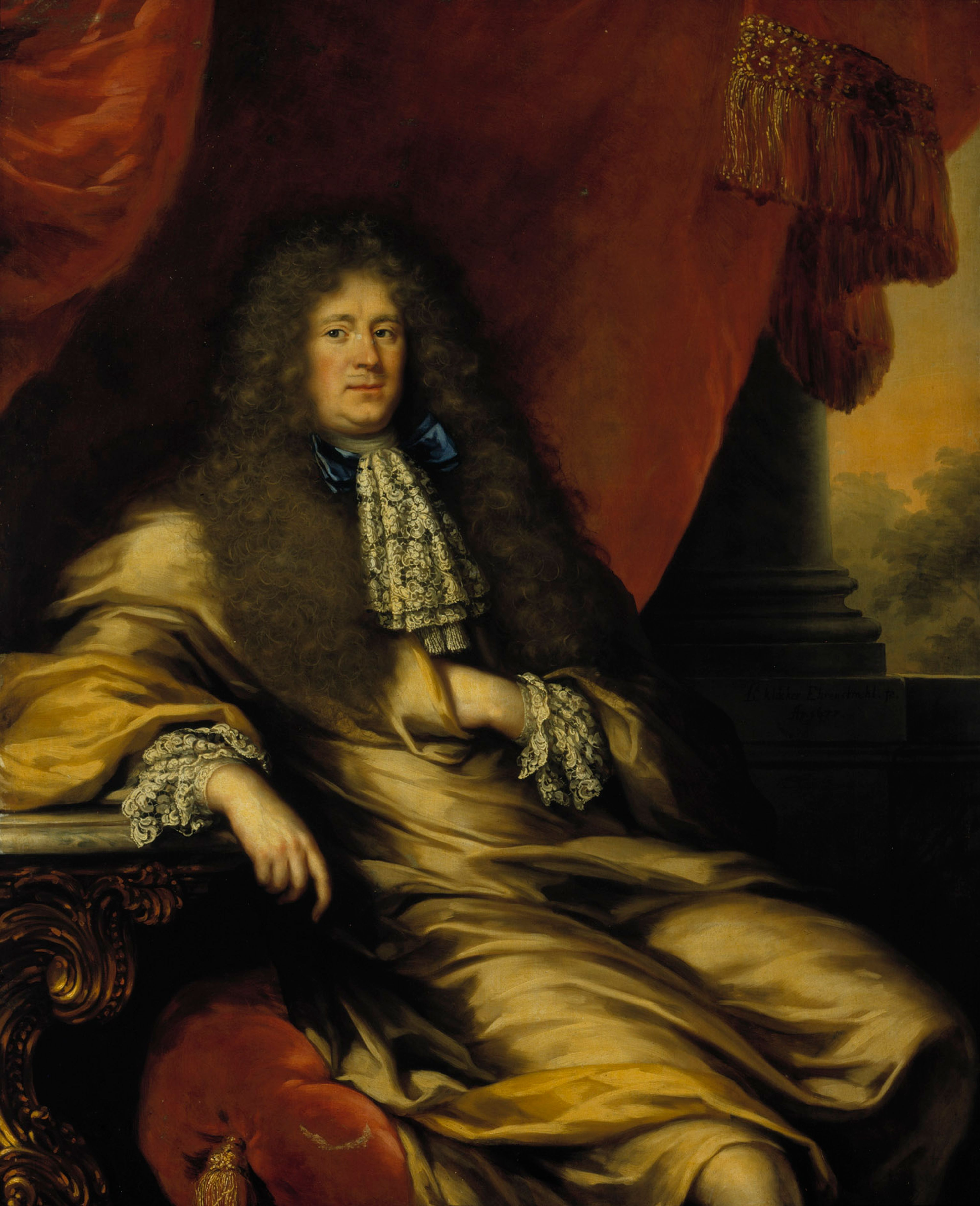
Johan Gabriel Stenbock (1677) av David Klöcker Ehrenstrahl.

I nära fyrtio år var han en av de inflytelserikare männen i rådet, där han i början räknades till det sparsamma Bielkepartiet och sedermera till det franska partiet, som stod i opposition till Bengt Oxenstierna. I likhet med sina kollegor inom rådet drogs han 1680 inför Stora kommissionen under Karl XI:s reduktion men slapp undan lindrigare än de flesta andra. Vid det gamla rådets upplösning 1682 hörde Stenbock till de få rådsherrar, som fick rätt att stanna kvar. Som moderat reduktionsvän, kom Stenbock att deltaga i reduktionsarbetet, dels som medlem i flera speciella kommissioner, dels från 1687 som en af K. M:ts deputerade till reduktionsverkets avslutande. Han ställdes även i spetsen för ett par kommissioner, som granskade kollegiernas förvaltning. Han stod på god fot med kung Karl XI och 1685 erhöll han till nyårsgåva av kungen 1700 lod arbetat silver. Vid ett annat tillfälle fick han behålla Sjöö egendom, trots att den enligt vanliga reduktionsregler kunnat indragas. 1693 och 1696 fick han ansenliga eftergifter på mer än 100 000 daler silvermynt.
Karl XII hyste lika stort förtroende för Stenbock som hans fader. 1702 intog Stenbock främsta platsen inom den avdelning av rådet, som utgjorde konungens högsta domstol.